# ورنون کلارک
ورنون کلارک (انگلیسی: Vern Clark؛ زادهٔ ۷ سپتامبر ۱۹۴۴) ادمیرال بازنشسه نیروی دریایی ایالات متحده آمریکا است، که در فاصله سال‌های ۲۰۰۰ تا ۲۰۰۵ به‌عنوان بیست و هفتمین فرمانده عملیات نیروی دریایی آمریکا فعالیت می‌کرد.
کلارک فعالیت نظامی را از سال ۱۹۶۸ در نیروی دریایی آمریکا آغاز کرد و تا پیش از سال ۱۹۹۵ فرماندهی کشتی‌های یواس‌اس گرند راپیدز و یواس‌اس اسپرونس را برعهده داشت. وی از ۱۹۹۵ تا ۱۹۹۷ فرمانده گروه ۲ ناوشکن-رزمی بود، از ۱۹۹۷ تا ۱۹۹۹ به‌عنوان فرمانده ناوگان دوم ایالات متحده آمریکا فعالیت می‌کرد و از ۱۹۹۹ تا ۲۰۰۰ فرماندهی نیروهای ناوگان ایالات متحده آمریکا را برعهده داشت.